# Prince of Darkness (альбом Оззи Осборна)
Prince of Darkness — бокс-сет, состоящий из 4 CD-дисков и выпущенный Оззи Осборном в 2005 году. Первые два диска состоят из соло работ Осборна, записанных им в разные годы, различных студийных треков и треков, ранее выходивших только на синглах, а также других, ранее не издававшихся работ. Два других диска этой песни записаны совместно с другими исполнителями. Каверы, выпущенные на этом диске и исполненные Осборном, изначально записывались специально для него, однако позднее были выпущены в альбоме Under Cover.
Состав бокс-сета:
- Диск 1: Remasters (1981—1983);
- Диск 2: Remasters (1986—2001);
- Диск 3: With Friends;
- Диск 4: Under Covers.

Альбом занял 36 место в чарте альбомов Billboard. Сертифицирован как золотой в США и Канаде с объёмами продаж 500 и 50 тысяч экземпляров соответственно (27 мая 2005 г. — США, 6 апреля 2005 г. — Канада).

## Список композиций
| №                   | Название                       | Автор(ы)                             | Оригинальный альбом           | Длительность |
| ------------------- | ------------------------------ | ------------------------------------ | ----------------------------- | ------------ |
| 1.                  | «I Don't Know» (концерт)       | Оззи Осборн, Рэнди Роадс, Боб Дейсли | Tribute (1987)                | 5:02         |
| 2.                  | «Mr. Crowley»                  | Осборн, Роадс, Дейсли                | Blizzard of Ozz (1980)        | 4:56         |
| 3.                  | «Crazy Train»                  | Осборн, Роадс, Дейсли                | Blizzard of Ozz (1980)        | 4:49         |
| 4.                  | «Goodbye to Romance» (концерт) | Осборн, Роадс, Дейсли                | Tribute (1987)                | 5:24         |
| 5.                  | «Suicide Solution» (концерт)   | Осборн, Роадс, Дейсли                | Tribute (1987)                | 7:58         |
| 6.                  | «Over the Mountain»            | Осборн, Роадс, Дейсли, Ли Керслэйк   | Diary of a Madman (1981)      | 4:32         |
| 7.                  | «Flying High Again» (концерт)  | Осборн, Роадс, Дейсли, Керслэйк      | Tribute (1987)                | 4:26         |
| 8.                  | «You Can't Kill Rock and Roll» | Осборн, Роадс, Дейсли, Керслэйк      | Diary of a Madman (1981)      | 6:43         |
| 9.                  | «Diary of a Madman»            | Осборн, Роадс, Дейсли, Керслэйк      | Diary of a Madman (1981)      | 6:13         |
| 10.                 | «Bark at the Moon» (концерт)   | Ли, Дейсли                           | "So Tired" сторона «Б» (1983) | 4:23         |
| 11.                 | «Spiders»                      | Ли, Дейсли                           | Bark at the Moon (1983)       | 4:28         |
| 12.                 | «Rock 'n' Roll Rebel»          | Ли, Дейсли                           | Bark at the Moon (1983)       | 5:22         |
| 13.                 | «You're No Different»          | Ли, Дейсли                           | Bark at the Moon (1983)       | 5:49         |
| Общая длительность: | Общая длительность:            | Общая длительность:                  | Общая длительность:           | 70:05        |

| №                   | Название                                       | Автор(ы)                                         | Оригинальный альбом                      | Длительность |
| ------------------- | ---------------------------------------------- | ------------------------------------------------ | ---------------------------------------- | ------------ |
| 1.                  | «The Ultimate Sin» (концерт)                   | Джейк И Ли, Дейсли                               | The Ultimate Ozzy (1986)                 | 4:43         |
| 2.                  | «Never Know Why» (концерт)                     | Ли, Дейсли                                       | The Ultimate Ozzy (1986)                 | 4:43         |
| 3.                  | «Thank God for the Bomb» (концерт)             | Ли, Дейсли                                       | The Ultimate Ozzy (1986)                 | 4:00         |
| 4.                  | «Crazy Babies»                                 | Осборн, Зак Вайлд, Дейсли, Рэнди Кастилло        | No Rest for the Wicked (1988)            | 4:15         |
| 5.                  | «Breakin' All the Rules»                       | Осборн, Вайлд, Дейсли, Кастилло, Джон Синклер    | No Rest for the Wicked (1988)            | 5:12         |
| 6.                  | «I Don't Want to Change the World» (демо)      | Осборн, Вайлд, Кастилло, Лемми                   | Ранее не издавался                       | 3:56         |
| 7.                  | «Mama, I’m Coming Home» (demo)                 | Осборн, Вайлд, Лемми                             | Ранее не издавался                       | 4:08         |
| 8.                  | «Desire» (demo)                                | Осборн, Вайлд, Кастилло, Лемми                   | Ранее не издавался                       | 5:01         |
| 9.                  | «No More Tears»                                | Осборн, Вайлд, Майк Инез, Кастилло, Джон Пурделл | No More Tears (1991)                     | 7:23         |
| 10.                 | «Won't Be Coming Home» (S.I.N. демо)           | Осборн, Вайлд, Кастилло                          | Ранее не издавался                       | 4:59         |
| 11.                 | «Perry Mason» (концерт)                        | Осборн, Вайлд, Пурделл                           | запись с Ozzfest 1997                    | 5:56         |
| 12.                 | «See You on the Other Side» (демо)             | Осборн, Вайлд, Лемми                             | Ранее не издавался                       | 6:34         |
| 13.                 | «Walk on Water» (демо)                         | Осборн, Джим Валленсе                            | Бивис и Баттхед уделывают Америку (1996) | 4:41         |
| 14.                 | «Gets Me Through» (концерт)                    | Осборн, Тим Палмер                               | Live at Budokan                          | 4:28         |
| 15.                 | «Bang Bang (You're Dead)» ("Facing Hell" демо) | Осборн, Палмер, Скотт Хампхрей, Джефф Николс     | Ранее не издавался                       | 4:33         |
| 16.                 | «Dreamer»                                      | Осборн, Марти Фредерискен, Мик Джонс             | Down to Earth (2001)                     | 4:45         |
| Общая длительность: | Общая длительность:                            | Общая длительность:                              | Общая длительность:                      | 79:17        |

| №                   | Название                                                                                   | Автор(ы)                                                                                      | Оригинальный альбом                                                        | Длительность |
| ------------------- | ------------------------------------------------------------------------------------------ | --------------------------------------------------------------------------------------------- | -------------------------------------------------------------------------- | ------------ |
| 1.                  | «Iron Man» (Black Sabbath кавер with Therapy?)                                             | Тони Айомми, Осборн, Гизер Батлер, Билл Уорд                                                  | Nativity in Black (1994)                                                   | 5:26         |
| 2.                  | «N.I.B.» (Black Sabbath кавер с Primus)                                                    | Айомми, Батлер, Уорд, Осборн                                                                  | Nativity in Black II (2000)                                                | 5:58         |
| 3.                  | «Purple Haze» (The Jimi Hendrix Experience кавер)                                          | Джими Хендрикс                                                                                | Stairway to Heaven/Highway to Hell (1989)                                  | 4:22         |
| 4.                  | «Pictures of Matchstick Men» (кавер Status Quo c Type O Negative)                          | Фрэнсис Росси                                                                                 | Private Parts: The Album (1997)                                            | 6:02         |
| 5.                  | «Shake Your Head)» (с Was (Not Was))                                                       | Дон Вас, Дэвид Вас, Джарвис Строуд                                                            | Born to Laugh at Tornadoes (1983)                                          | 3:55         |
| 6.                  | «Born to Be Wild» (кавер Steppenwolf с Miss Piggy)                                         | Марс Бонфайр                                                                                  | Kermit Unpigged (1994)                                                     | 3:29         |
| 7.                  | «Nowhere to Run (Vapor Trail)» (с The Crystal Method, DMX, Ol’ Dirty Bastard и Fuzzbubble) | Осборн, DMX, Джек Блейдс, Джон Итан, Кен Джоржан, Ol’ Dirty Bastard, Рик Рубин, Скот Кирклэнд | Chef Aid: The South Park Album (1998)                                      | 4:44         |
| 8.                  | «Psycho Man» (с Black Sabbath)                                                             | Осборн, Айомми                                                                                | Reunion (1998)                                                             | 5:18         |
| 9.                  | «For Heaven’s Sake 2000» (с Тони Айомми and Wu-Tang Clan)                                  | Осборн, Айомми, Marlette, Cappadonna, Masta Killa, Inspectah Deck, RZA                        | Loud Rocks (2000)                                                          | 4:57         |
| 10.                 | «I Ain't No Nice Guy» (с Motörhead and Slash)                                              | Лемми                                                                                         | March ör Die (1992)                                                        | 4:15         |
| 11.                 | «Therapy» (с Infectious Grooves)                                                           | Майк Мьюир, Роберт Трухильо                                                                   | The Plague That Makes Your Booty Move...It’s the Infectious Grooves (1991) | 3:25         |
| 12.                 | «Stayin’ Alive» (кавер Bee Gees с Двизил Заппа)                                            | Ба́рри Гибб, Робин Гибб, Морис Гибб                                                            | Ранее не издавался                                                         | 4:39         |
| 13.                 | «Dog, the Bounty Hunter»                                                                   | Марк Ха́дсон                                                                                   | Ранее не издавался                                                         | 0:53         |
| Общая длительность: | Общая длительность:                                                                        | Общая длительность:                                                                           | Общая длительность:                                                        | 57:23        |

| №                   | Название                    | Автор(ы)                                                             | Исполнитель Оригинала       | Длительность |
| ------------------- | --------------------------- | -------------------------------------------------------------------- | --------------------------- | ------------ |
| 1.                  | «21st Century Schizoid Man» | Роберт Фрипп, Майкл Джайлз, Грег Лейк, Иэн Макдональд, Питер Синфилд | King Crimson                | 3:52         |
| 2.                  | «Mississippi Queen»         | Лесли Уэст, Феликс Папаларди, Корки Лэинг, Rea                       | Mountain                    | 4:09         |
| 3.                  | «All the Young Dudes»       | Дэ́вид Бо́уи                                                           | Mott the Hoople             | 4:36         |
| 4.                  | «In My Life»                | Джон Ле́ннон, Пол Макка́ртни                                           | The Beatles                 | 3:29         |
| 5.                  | «Fire»                      | А́ртур Бра́ун, Винсент Крейн, Finesilver, Ker                          | Crazy World of Arthur Brown | 4:09         |
| 6.                  | «For What It’s Worth»       | Стивен Стиллс                                                        | Buffalo Springfield         | 3:20         |
| 7.                  | «Sympathy for the Devil»    | Мик Джа́ггер, Кит Ричардс                                             | The Rolling Stones          | 7:12         |
| 8.                  | «Working Class Hero»        | Леннон                                                               | Джон Леннон                 | 3:24         |
| 9.                  | «Good Times»                | Jenkins, McCulloch, Эрик Бёрдон, Джон Вейдер, Вик Бриггс             | The Animals                 | 3:46         |
| 10.                 | «Changes» (с Келли Осборн)  | Айомми, Осборн, Батлер, Уорд                                         | Black Sabbath               | 4:06         |
| Общая длительность: | Общая длительность:         | Общая длительность:                                                  | Общая длительность:         | 42:03        |